# ボムスリンガー
『ボムスリンガー』（Bombslinger）は、ベルギーのインディーゲームスタジオMode4が開発しPlug In Digitalより発売されたアクションゲーム。日本ではコーラス・ワールドワイドよりNintendo Switch版が発売されている。

## 概要
本作は西部開拓時代を舞台とした作品で、ガンスリンガーならぬ「ボムスリンガー」の主人公が爆弾を武器に用いて強盗団と対決していく。システムはハドソンのゲームソフト『ボンバーマン』シリーズを踏襲しており、これに、フロアの構成がプレイごとに変化するローグライクゲームの要素が加えられている。
本作開発者の一人であるAndrea Di Stefanoはセガサターンで発売されたボンバーマン（『サターンボンバーマン』等）の1人プレイ用モードが大好きで、世の中にボンバーマンの影響を受けたマルチプレイゲームはいくつもあるのに何故1人用のものを誰も作らないのかと疑問を感じたことが開発の動機となっている。また、作品内のグラフィックは3Dの背景にドット絵のキャラクターを描画しているが、これはスクウェアが発売したPlayStation用ソフト『ファイナルファンタジータクティクス』『ゼノギアス』などのスタイルを踏まえたもので、画風についてはルーカスアーツの1990年代のゲームソフトである『Monkey Island』シリーズや『Full Throttle』の影響を受けている。

## ストーリー
主人公はかつて強盗団の一員として銀行や商店を襲撃し、賞金首としてその名を轟かせていた。しかし、ある女性と出会い愛を育むにつれて心変わりし足を洗うことを決意、強盗団が所持していた金銭をくすねて逃走し身を隠す。その後、女性と結婚し平穏な生活を送っていた主人公だったが、その行方を追い続けついに居場所を突き止めた強盗団によって家に火を放たれ、妻が命を落としてしまう。怒りに燃える主人公は、強盗団を壊滅させ復讐を遂げるべく、爆弾を手にして旅立つのだった。

## ゲームモード
アドベンチャー
4つのステージを連続でクリアしていく1人プレイ用モード。各ステージのボスの撃破を目指す。ボスキャラクターは最終ステージを除きランダムで選ばれる。
ゲーム開始前に持ち込みアイテムを複数項目から選択する。アイテムの種類はゲーム内で特定条件を満たすごとに解禁されていく。初期段階で選択できるのは1つのみだが、解禁数が一定値に達するごとにアイテム所持数が1つ増え、最終的に最大5つまで選択できるようになる。
各ステージのフロアは前述の通りプレイごとに構成が変化する。主人公がフロアに入ると隣のフロアとの通路が塞がれ、フロア内の敵を全て倒すと再び行き来できるようになる。通常のフロアのほか、アイテムを販売する店のあるフロアや宝箱が配置されたフロアも存在する。
対戦
最大4人のプレイヤーによるオフライン対戦を行うモード。以下の2つのモードを含んでいる。いずれもスクロールをしない固定画面で行われる。
DeathMatch
あらかじめ設定した撃破数に先に到達したプレイヤーの勝利となる。プレイヤーは一撃で倒されるが、即座に復活する。制限時間切れとなった場合はその時点で最も撃破数の多いプレイヤーが勝利する。
LastManStanding
倒されたら終わりの状況で最後まで生き残ったプレイヤーの勝利となる。DeathMatchモードと違い、プレイヤーにはライフが設定されている。